# ジョアン・ペドロ・サントス・ラメイラ
ジョアン・ペドロ・サントス・ラメイラ（João Pedro Santos Lameira 、1999年4月19日 - ）は、ポルトガル出身のプロサッカー選手。レアルSC所属。ポジションは、ミッドフィールダー。

## クラブ歴
2018年9月22日、オリヴェイレンセ戦でプロデビューを果たした。